# Samodzielna Armia Zachodnia
Samodzielna Armia Zachodnia (ros. Западная отдельная армия) – związek operacyjny białych podczas wojny domowej w Rosji.
Po dojściu do władzy na Wschodzie adm. Aleksandra W. Kołczaka 18 listopada 1918 r., przeprowadził on reorganizację Ludowej Armii Komucza. Na przełomie grudnia 1918 r. i stycznia 1919 r. na bazie rozformowanego Frontu Zachodniego zostały utworzone 3 armie. Jedną z nich była Samodzielna Armia Zachodnia, sformowana 1 stycznia 1919 r. na południowym Uralu na ufijskim odcinku frontu na bazie Kamskiej i Samarskiej Grup Armijnych oraz III Uralskiego Korpusu Armijnego. Sztab mieścił się w Czelabińsku. Wchodziła w skład Frontu Wschodniego. 
Ponadto dowództwu Armii zostały podporządkowane 2 Ufijska Dywizja Kawalerii, 3 Orenburska Dywizja Kawalerii, II i III Orenburskie Kozackie Brygady Kawalerii, 22 Kozacki Pułk Kawalerii, Samodzielna Sotnia Kawalerii, 2 i 3 Kozackie Pułki Płastuńskie (Piechoty), Ochotniczy Pułk Serbów, Chorwatów i Słoweńców im. Majora Blagoticia, Partyzancki Oddział Konny, Kustunajski Pułk Kirgiski, Uralski Kadrowy Dywizjon Artylerii i Czelabińskie Zgrupowanie Zapasu Koni. 
Pod koniec marca dowództwu Armii została podporządkowana Południowa Grupa Armijna gen. G.A. Biełowa (utworzona 24 marca 1919 r.) w składzie: IV Korpus Armijny i Samodzielny Korpus Stelitamakski. Grupa liczyła ok. 7 tys. bagnetów, ok. 5,8 tys. szabel, 143 karabiny maszynowe i 15 dział. Prowadziła działania wojenne w kierunku na Aktiubińsk i Orenburg. 
6 marca 1919 r. Armia rozpoczęła działania ofensywne przeciwko bolszewickim 1 i 5 Armii w ogólnym kierunku na Ufę, Samarę i Kazań, w wyniku których zostały zdobyte Ufa, Bielebiej, Birsk, Sterlitamak, Mienzielinsk, Bugulma i Bugurusłan. Jej oddziały podeszły pod Samarę i na 30 km do linii Wołgi. Natomiast Południowa Grupa Armijna wraz z oddziałami Kozaków orenburskich pod koniec kwietnia rozpoczęła oblężenie Orenburga. Nowy plan adm. A.W. Kołczaka przewidywał ofensywę Armii w kierunku Syzrania i Symbirska w celu połączenia się z Siłami Zbrojnymi Południa Rosji gen. Antona I. Denikina. Jednakże 28 kwietnia rozpoczęło się kontruderzenie wojsk bolszewickich. Biali, mający zbyt wydłużone linie zaopatrzeniowe, ponieśli porażki pod Bugurusłanem i Belebejem, po czym zostali zmuszeni do odwrotu za linię rzeki Biała. Na pocz. czerwca padła Ufa. W tym czasie liczebność Armii wzrosła do ok. 140 tys. żołnierzy (w linii ok. 23,6 tys. bagnetów, ok. 6,5 tys. szabel, ok. 1,7 tys. nieuzbrojonych, ok. 590 karabinów maszynowych i 134 działa). Na pocz. lipca Armia została podzielona na 3 Grupy Armijne: Wołżańską, Ufijską i Uralską.W tym czasie wycofała się w rejon Czelabińska, gdzie pod koniec lipca została przeorganizowana w 3 Armię Frontu Wschodniego. Natomiast Południowa Grupa Armijna, nie mogąc zdobyć Orenburga, odeszła na wschód.

## Dowódcy
- gen. por. Michaił Chanżyn (1 stycznia – 20 czerwca 1919 r.)
- gen. por. Konstantin Sacharow (21 czerwca – 22 lipca 1919 r.)

## Szefowie sztabu
- gen. mjr Siergiej Szczepichin (1 stycznia – 21 maja 1919 r.)
- gen. mjr Konstantin Sacharow (22 maja – 20 czerwca 1919 r.)
- płk Wiktor Oberjuchtin (22 czerwca – 22 lipca 1919 r.)